# Château de la Belouse
Le château de la Belouse est un château situé sur la commune de Poiseux (France).

## Localisation
Le château de la Belouse est situé sur la commune de Poiseux, située dans le département de la Nièvre en région Bourgogne-Franche-Comté.

## Historique
Le château de la Belouse est déjà cité dans un censier de 1331 du chapitre de Nevers. Au XVIe &  XVIIe s. on y trouve les familles Le Bourgoing puis Gascoing comme le prouve cet extrait d'une généalogie manuscrite du XVIIIe s. : " Dans le contrat de mariage de Claude Gascoing, Gérard son père et lui prennent la qualité d'escuyer. On ne sçait pourquoi . On soupçonne seulement que c'est à cause de la seigneurie de la Belouze qui avait probablement passée à Gérard à cause d'Huguette Le Bourgoing sa femme. Gilbert Gascoing, fils de Claude et petit-fils de Gérard, à l'exemple de son père et apparemment à cause de la seigneurie de la Belouze prit aussi dans son contrat de mariage la qualité d'écuyer et c'est le dernier de cette branche à qui on la trouve dans les contrats de mariage. François Gascoing, fils de Gilbert, non seulement ne prend point dans son contract de mariage la qualité d'escuyer mais il ne la donne point à Gilbert son père, ce qui prouve que son père n'était point gentilhomme ... Ce François Gascoing bourgeois de Nevers ... ainsi qualifié dans une quittance des droits d'armoirie de 1698." 
Au milieu du XVIIe siècle, la famille de Bèze, déjà propriétaire de la Forge Basse près de Guérigny, fait construire une forge et un fourneau sur le ruisseau de Chaillant[réf. souhaitée]. 
Vers la fin du XVIIIe siècle, le domaine de la Belouse est partagé et vendu, avec d'un côté la famille Andras de Marcy - qui exploite le fourneau jusqu'en 1850 - et de l'autre la famille de Berthier-Bizy qui gère la forge jusqu'au décès du comte de Berthier-Bizy en 1822.
Le domaine est vendu à Louis-Aignan Théodore Breton. 
La forge produit 150 tonnes de fer par an, quand le fourneau pouvait en produire jusqu'à 400 tonnes par an.

## Protection
Il fait l'objet d'une notice des monuments historiques.